# Louise Boyleová
Louise Boyleová (nepřechýleně Boyle; 17. února 1910 Grand Forks – 31. prosince 2005 Ithaca) byla americká fotografka známá svými snímky dokumentujícími vliv Velké hospodářské krize na zemědělské pracovníky na jihu, zejména Afroameričany.

## Životopis
Boyleová se narodila v roce 1910 v Grand Forks v Severní Dakotě, jedna ze dvou dcer Effie L. Boyleové a Jamese E. Boyla. Když jí bylo osm, její rodina se přestěhovala do Ithaky v New Yorku, a tam bydlela po většinu svého dospělého života. Navštěvovala střední školu v Ithace a pokračovala na Vassar College.
Boyleová nějaký čas studovala fotografii v New Yorku a poté v Ithace otevřela komerční a portrétní fotografické studio. Jedním z jejích dřívějších dokumentů je soubor fotografií pensylvánských těžařů, které pořídila pro Survey Graphic.

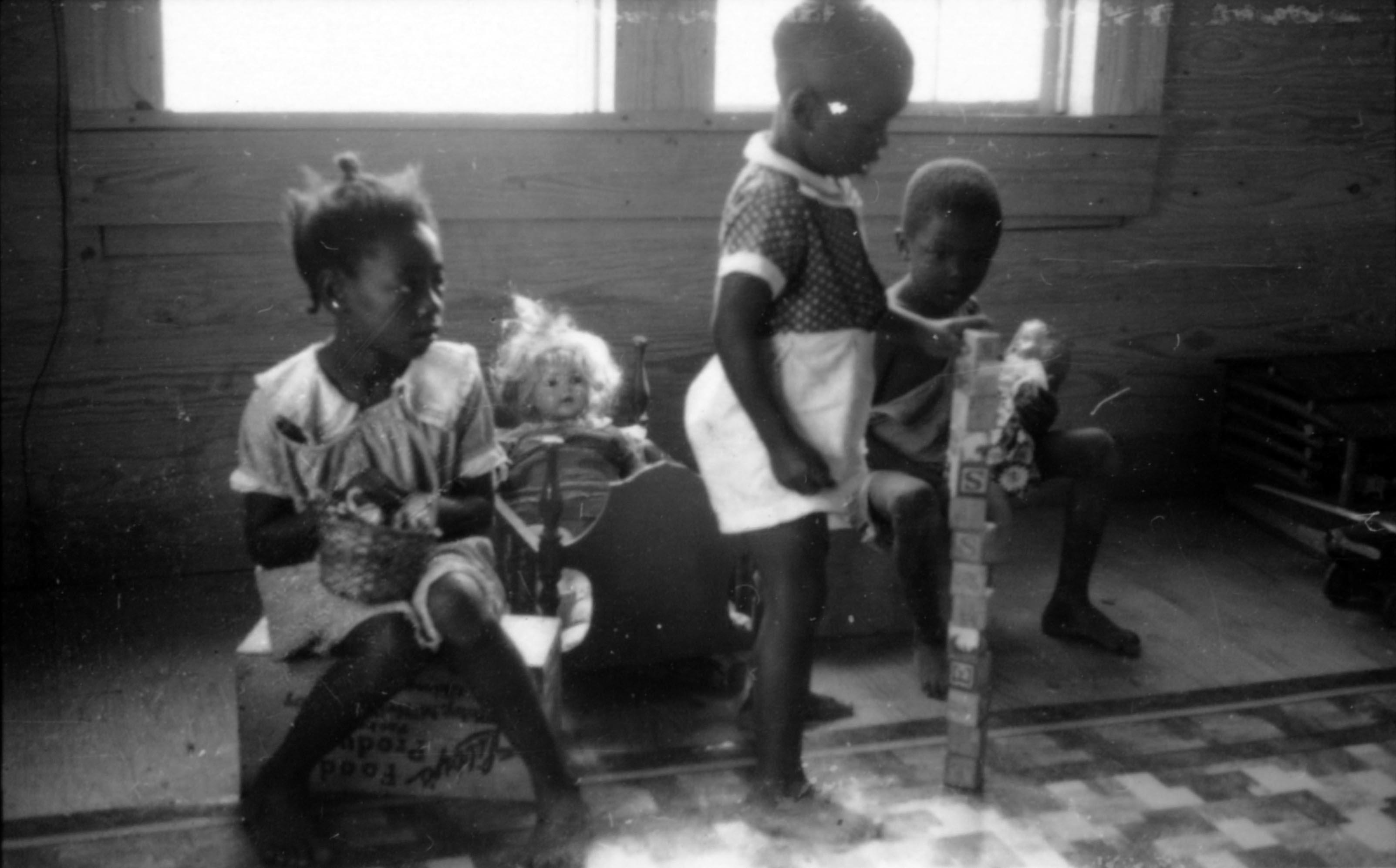
Tři černošské děti si hrají s panenkami a písmeny v Delta Cooperative

Boyleová byla členkou skupiny mladých socialistů, kteří se dobrovolně přihlásili na pomoc Southern Tenant Farmers Union (Svazu zemědělců jižních nájemců, SFTU). V roce 1937 byla pozvána fotografovat život a dílo členů Arkansasu SFTU, které byly organizovány před třemi lety bojujícími nájemnými farmáři. Její fotografie pořízené fotoaparátem Leica dokumentují farmáře a jejich rodiny na polích, doma i na schůzkách odborů. Stejně jako práce jejích současníků Walkera Evanse a Dorothy Langeové, tak i její fotografie nenásilně ukazují obrovské potíže, kterým čelí farmáři na jihu v tomto období, zejména Afroameričané. Zároveň zaznamenávají silného komunálního ducha mezi jižními organizátory práce a farmáři. O více než čtyřicet let později se Boyleová vrátila, aby v roce 1982 znovu vyfotografovala některé ze stejných lidí a míst.
Boyleová nějakou dobu působila jako redaktorka pro Cornell University Press. Sbírka jejích fotografií je ve sbírce v Kheel Centru na Cornell University jako součást jejích fondů souvisejících s SFTU.
Boyleová zemřela v Ithace poslední den roku 2005.

## Dílo

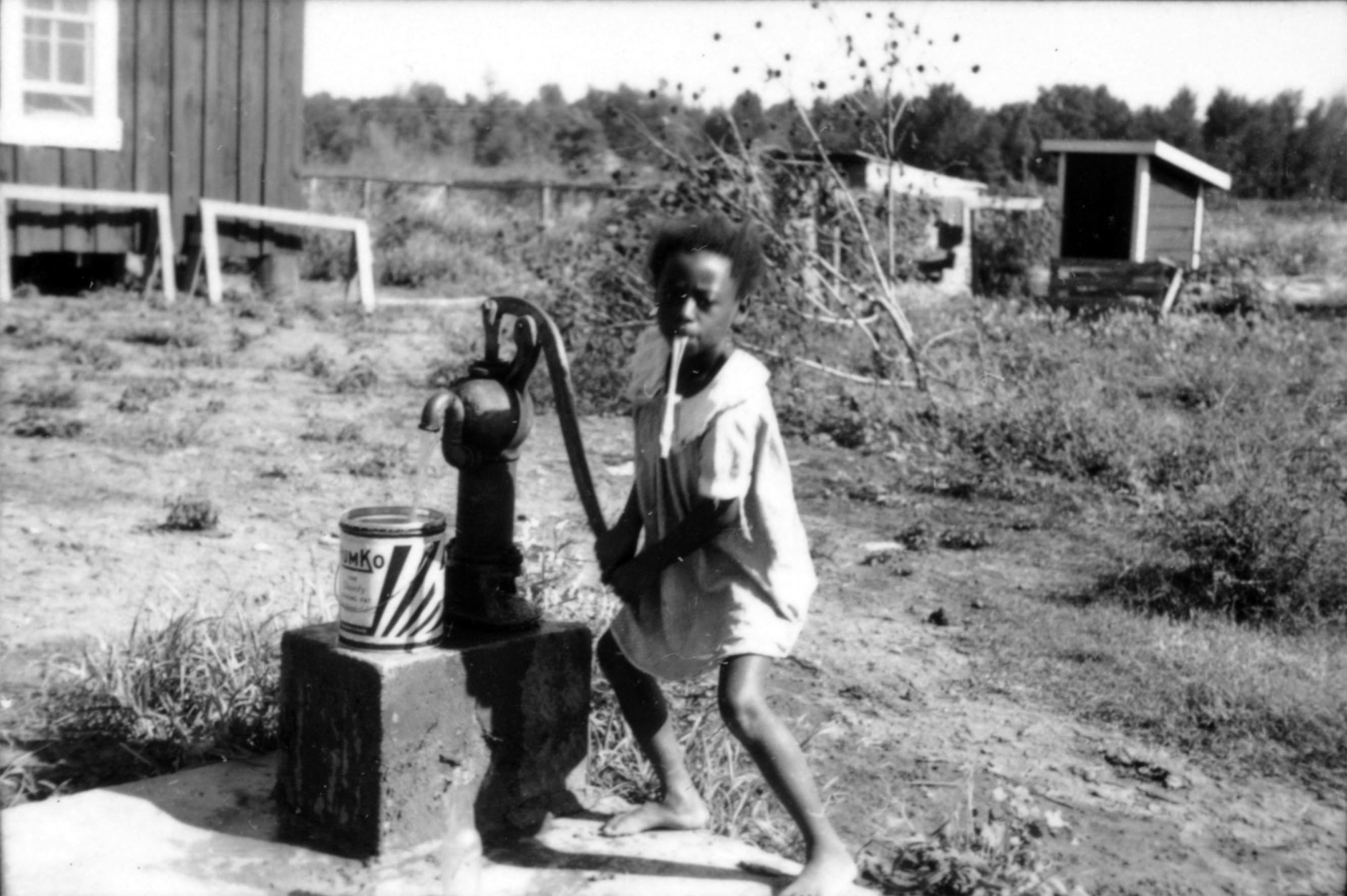
Mladá černoška u studny v Delta Cooperative

Boyleová často dokumentovala Afroameričany během hospodářské krize V její práci jsou obzvláště prominentní myšlenky na soudržnost a společný boj. Její fotografie zachycují, jak farmáři společně pracovali na vytvoření kolektivní budoucnosti, která bude ku prospěchu všem. Mnoho z jejích fotografií ukazuje, jak Afroameričané sklízejí bavlnu, pracují pro odbory nebo jen žijí každodenní život ve svých domovech.

## Publikace
- Payne, Elizabeth Anne Payne, and Louise Boyle. „The Lady Was a Sharecropper: Myrtle Lawrence and the Southern Tenant Farmers' Union.“ Southern Cultures 4:2 (1998), s. 5–27.

## Galerie

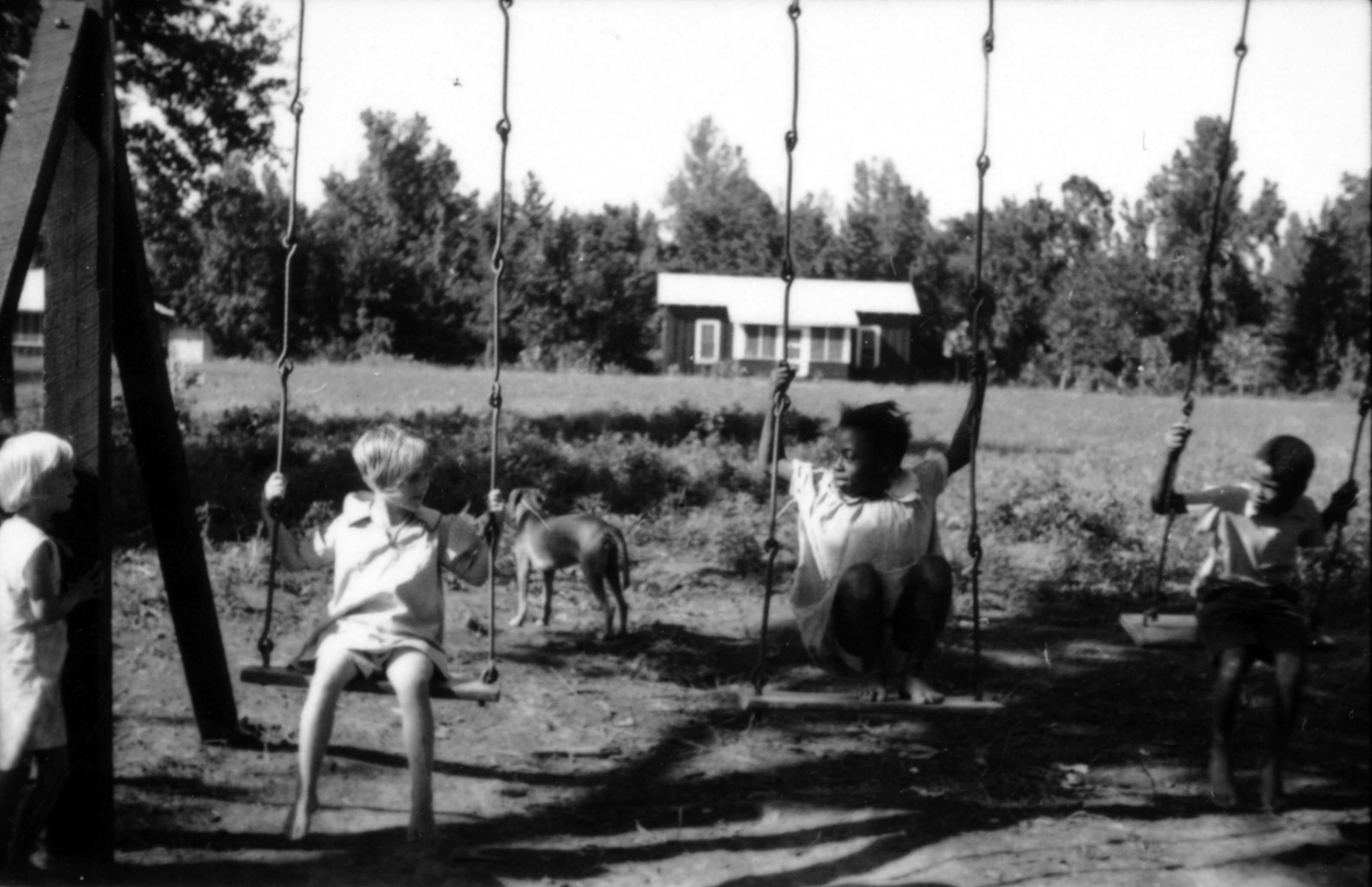
Children playing on a swings at Delta Cooperative with a dog and house in the background
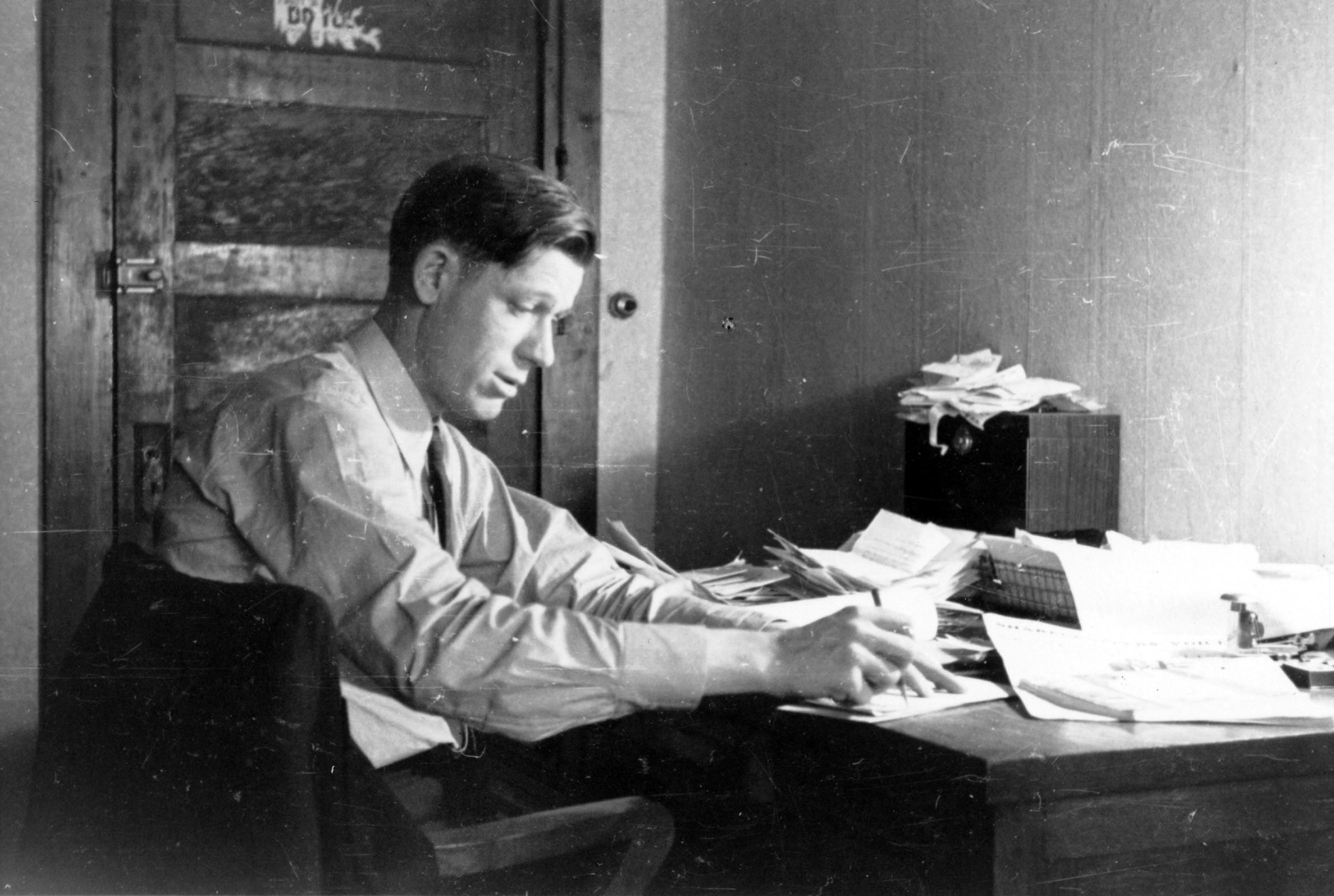
Harry Leland Mitchell, executive secretary of the Southern Tenant Farmers Union
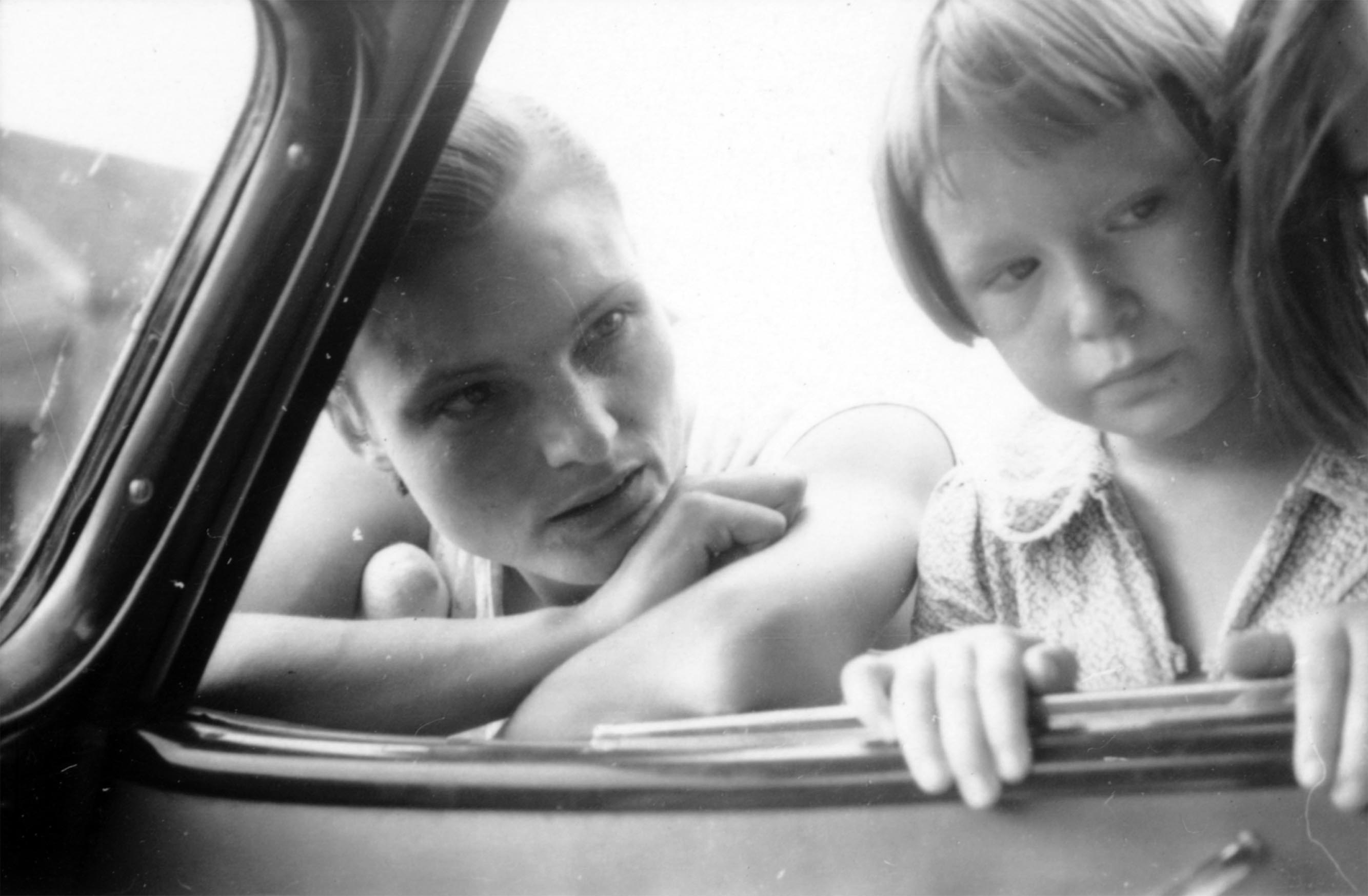
Žena s dítětem se dívají do okna automobilu
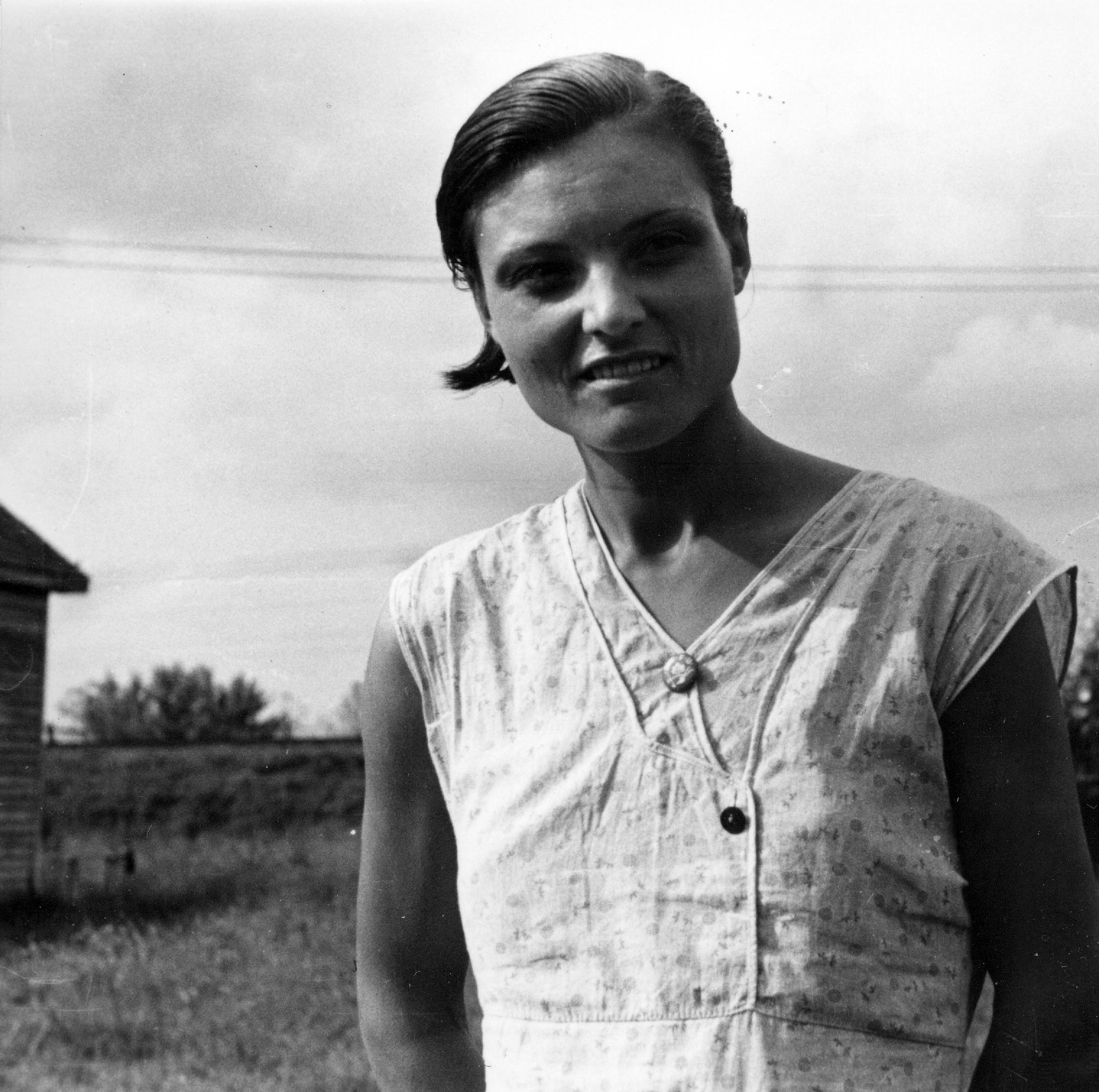
Neznámá žena v Delta Cooperative